# Накіпу
Накіпу (груз. ნაკიფუ) — село в Грузії.
За даними перепису населення 2014 року в селі проживає 753 особи.